# Benjamin Apthorp Gould
Benjamin Apthorp Gould, född den 27 september 1824 i Boston, död den 26 november 1896 i Cambridge, Massachusetts, var en amerikansk astronom.
Gould vistades från 1845 en längre tid vid flera av Europas framgångsrikaste observatorier och anställdes efter återkomsten till USA först vid de geodetiska arbetena, där han företrädesvis var sysselsatt med geografiska längdbestämningar. Under hans ledning verkställdes 1866 den första transatlantiska längdbestämningen mellan Europa och Amerika. Från 1855 till 1859 var han direktör för Dudley-observatoriet i Albany. År 1868 kallades han av Argentinska republikens styrelse att på statens bekostnad anlägga och leda ett observatorium i Córdoba. Bland hans publikationer bör sannolikt den viktigaste vara Uranometria argentina (1877), en fullständig förteckning över de stjärnor på södra himmelen som tillhör de sju första storleksklasserna. Detta verk är för södra himmelen vad Argelanders Uranometria nova varit för den norra.
Till Goulds Uranometria argentina sluter sig vidare hans zonkatalog, med noggrant angivande av 73 160 stjärnors på södra himmelen läge, och hans generalkatalog, upptagande 32 448 liknande stjärnor. Gould var som medarbetare åt Lewis Morris Rutherfurd på 1860-talet en av de förste som använde fotografien som hjälpmedel vid noggranna bestämningar av stjärnornas läge.  Han samlade under sin vistelse i Córdoba en stor mängd fotografier, särskilt av stjärnhopar, med vilkas uppmätning han efter sin återkomst till Nordamerika 1884 var sysselsatt till sin död. Gould var grundläggare och utgivare av tidskriften Astronomical Journal.

## Utmärkelser
Benjamin Apthorp Gould tilldelades Royal Astronomical Societys guldmedalj 1883 och den första James Craig Watson-medaljen 1887.
Asteroiden 7808 Bagould är uppkallade efter honom.